# جوزيف فورت نيوتن
جوزيف فورت نيوتن (بالإنجليزية: Joseph Fort Newton)‏ هو محامي أمريكي، ولد في 21 يوليو 1876 في ديكاتور في الولايات المتحدة، وتوفي في 24 يناير 1950 في Merion Station, Pennsylvania ‏ في الولايات المتحدة.